# Troussey
Troussey és un municipi francès situat al departament del Mosa i a la regió del Gran Est. L'any 2007 tenia 400 habitants.

## Demografia

### Població
El 2007 la població de fet de Troussey era de 400 persones. Hi havia 156 famílies, de les quals 44 eren unipersonals (24 homes vivint sols i 20 dones vivint soles), 40 parelles sense fills, 60 parelles amb fills i 12 famílies monoparentals amb fills.
La població ha evolucionat segons el següent gràfic:
Habitants censats

### Habitatges
El 2007 hi havia 177 habitatges, 159 eren l'habitatge principal de la família, 7 eren segones residències i 11 estaven desocupats. 164 eren cases i 13 eren apartaments. Dels 159 habitatges principals, 124 estaven ocupats pels seus propietaris, 29 estaven llogats i ocupats pels llogaters i 6 estaven cedits a títol gratuït; 4 tenien dues cambres, 17 en tenien tres, 50 en tenien quatre i 88 en tenien cinc o més. 137 habitatges disposaven pel capbaix d'una plaça de pàrquing. A 67 habitatges hi havia un automòbil i a 74 n'hi havia dos o més.

### Piràmide de població
La piràmide de població per edats i sexe el 2009 era:
| Homes | Edats   | Dones |
| ----- | ------- | ----- |
| 0     | 95 o +  | 0     |
| 0     | 90 a 94 | 0     |
| 0     | 85 a 89 | 8     |
| 0     | 80 a 84 | 4     |
| 0     | 75 a 79 | 8     |
| 12    | 70 a 74 | 12    |
| 20    | 65 a 69 | 16    |
| 4     | 60 a 64 | 0     |
| 4     | 55 a 59 | 0     |
| 8     | 50 a 54 | 4     |
| 32    | 45 a 49 | 12    |
| 12    | 40 a 44 | 12    |
| 8     | 35 a 39 | 4     |
| 8     | 30 a 34 | 12    |
| 12    | 25 a 29 | 8     |
| 12    | 20 a 24 | 12    |
| 4     | 15 a 19 | 12    |
| 0     | 10 a 14 | 12    |
| 4     | 5 a 9   | 4     |
| 8     | 0 a 4   | 8     |

## Economia
El 2007 la població en edat de treballar era de 252 persones, 187 eren actives i 65 eren inactives. De les 187 persones actives 174 estaven ocupades (98 homes i 76 dones) i 13 estaven aturades (7 homes i 6 dones). De les 65 persones inactives 23 estaven jubilades, 18 estaven estudiant i 24 estaven classificades com a «altres inactius».

### Ingressos
El 2009 a Troussey hi havia 158 unitats fiscals que integraven 389 persones, la mediana anual d'ingressos fiscals per persona era de 17.480 €.

### Activitats econòmiques
Dels 12 establiments que hi havia el 2007, 1 era d'una empresa extractiva, 5 d'empreses de construcció, 2 d'empreses d'hostatgeria i restauració, 1 d'una empresa immobiliària, 2 d'empreses de serveis i 1 d'una empresa classificada com a «altres activitats de serveis».
Dels 8 establiments de servei als particulars que hi havia el 2009, 2 eren paletes, 2 guixaires pintors, 1 electricista, 1 perruqueria i 2 restaurants.
L'any 2000 a Troussey hi havia 11 explotacions agrícoles que ocupaven un total de 912 hectàrees.

## Poblacions més properes
El següent diagrama mostra les poblacions més properes.